# Richard Stark: Point Blank
Point Blank ist der erste Roman des Schriftstellers Donald Westlake unter seinen Pseudonym Richard Stark über den fiktiven Berufsverbrecher Parker. Insgesamt wurden über einen Zeitraum von 46 Jahren 23 Romane über Parker veröffentlicht.

## Handlung
Zu Beginn überquert Parker die George-Washington-Brücke nach Manhattan ohne Geld und mit schlecht sitzender Kleidung. Er ist fest entschlossen, sich zu rächen. Durch eine Reihe von Betrügereien und Identitätsdiebstahl erlangt er einen falschen Namen, neue Kleidung und etwas Geld. Zunächst sucht er seine Frau Lynn auf. Er ist unsicher, ob er sie töten soll, weil sie ihn bei einer missglückten Gaunerei betrogen hat. Sie erzählt ihm, dass Mal, einer der Beteiligten, nun ihre Miete zahlt. Sie erzählt, er sei ausgezogen, weil er sie nicht so sehr begeistern konnte wie Parker. Nachdem sie Parker alles erzählt hat, was sie weiß, begeht Lynn Selbstmord mit einer Überdosis Schlaftabletten.
Parker bleibt danach in Lynns Wohnung und trifft schließlich den Kurier, der ihr die bringen soll. Er erfährt den Namen von dessen Chef, eines Taxifahrers namens Arthur Stegmann. Parker spürt Stegmann auf, der behauptet, Mal habe das Geld für Lynn auf ein Bankkonto eingezahlt. Er behauptet, er habe keinen direkten Kontakt zu ihm und wisse auch nicht, wo er ihn finden könne. Nachdem Parker jedoch gegangen ist, kontaktiert Stegmann Mal über einen Mittelsmann.
Eine Rückblende enthüllt nun, wie es so weit kam: Parker ist ein professioneller Krimineller, spezialisiert auf bewaffneten Raub. Sein Modus operandi bestand darin, einen lukrativen Raubüberfall zu begehen, einige Monate mit seiner Frau Lynn in Luxushotels zu leben und dann, wenn nötig, einen weiteren Raubüberfall zu begehen. Dieses Muster wird unterbrochen, als er wider besseres Wissen davon überzeugt wird, sich einer „Crew“ in Kalifornien anzuschließen, die eine Bargeldlieferung für einen illegalen Waffenhandel ausrauben will. Der Raubüberfall verläuft perfekt, doch einer der Crewmitglieder, Mal Resnick, hintergeht Parker und die anderen. Aus Angst, Parker direkt gegenüberzutreten, manipuliert er Parkers Frau Lynn, ihren Mann im Bett zu erschießen, anstatt selbst getötet zu werden. Mal tötet alle weiteren Komplizen und flieht mit der Beute und Lynn; beide glauben, Parker sei tot. Parker überlebt jedoch die Schießerei und wird inhaftiert. Später flieht er aus dem Gefängnis und findet seinen Weg nach New York City.
Mal ist der regionale Statthalter für eine Verbrecherorgansation names „The Outfit“, ein landesweites Syndikat der organisierten Kriminalität. Nach einem Fehler in Chicago, der das Outfit 80.000 Dollar kostete, wurde er aus dieser Position entlassen. Man sagte ihm, er müsse das Geld zurückverdienen, wenn er seinen Job zurückhaben wolle. Mit dem Erlös aus dem Waffenraub kaufte sich Mal seinen Weg zurück in die Firma. Als er von Stegmann erfährt, dass Parker lebt und auf Rache sinnt, gerät er in Panik.
Mal wendet sich an Frederick Carter, den New Yorker Manager von The Outfit. Dieser lehnt jedoch ab, Mal bei seinem Problem zu helfen und befiehlt ihm, sich selbst darum zu kümmern. Mal flüchtet in eine Penthouse-Suite und fordert seine Kollegen auf, seinen Aufenthaltsort bekannt zu machen, um Parker eine Falle zu stellen. Parker hat ihn jedoch bereits aufgespürt und dringt in dessen Suite ein, bevor Mals Falle bereit ist. Parker ist unzufrieden, Mal nur in seiner Gewalt zu haben, und findet es zu einfach, sich zu rächen. Er beschließt, dass er eigentlich sein altes Leben zurückhaben will und dafür seinen Anteil an den Raubgewinnen, die Mal ihm gestohlen hat. Er verhört Mal über das Outfit in der Stadt und erwürgt ihn danach.
Parker erscheint in Carters Büro, schlägt seinen Leibwächter nieder und verlangt seinen Anteil zurück: 45.000 Dollar. Carter lehnt ab, da er nicht glaubt, dass Parker wegen einer so geringen Summe den Zorn der Organisation riskieren würde. Nach einem letzten „Nein“ von Carters direktem Vorgesetzten (Bronson) erschießt Parker Carter und teilt Bronson mit, dass er als Nächstes Justin Fairfax, den anderen Regionalmanager, ins Visier nehmen werde.
Danach dringt Parker dringt in Fairfax' Haus ein und schlägt dessen Leibwächter mühelos nieder. Fairfax gegenüber äußert er eine andere Drohung: Parker verfüge über ein Netzwerk freiberuflicher Diebe im ganzen Land, die die Machenschaften der Truppe seit Jahren „auskundschaften“ und nur auf einen Vorwand warten, sie auszurauben. Wenn Parker nicht sein Anteil ausbezahlt werde, wird er diesen Dieben zustimmen, und die Truppe wird weitaus höhere Verluste als 45.000 Dollar erleiden. Bronson willigt ein, Parker sein Geld zu zahlen, warnt ihn aber, dass er es nie erleben werde. Kurz bevor er zum Geldübergabepunkt geht, kehrt Parker zu Stegmanns Taxistand zurück und tötet ihn, weil er Mal informiert hat.
Die Geldübergabe findet schließlich in einer U-Bahn-Station in Brooklyn statt. Parker überlistet eine Gruppe von Gangstern des Outfit, die ihn töten soll, und erhält sein Geld – nur um dann in seinem Hotel von Polizeibeamten verhört zu werden, die fälschlicherweise annehmen, er sei in Drogenschmuggel verwickelt, und ihn festnehmen wollen. Er entkommt ihnen, verliert dabei aber den Koffer voller Geld. Unerschrocken plant und führt er mit einigen anderen Gangstern einen Raubüberfall auf eine Gruppe des Outfit aus. Die Angestellten sollen Bronson danach ausrichten, dass Parker Zinsen für den Kredit eintreibt.
Er plant, sich von einem Schönheitschirurgen verschönern zu lassen und die nächsten Monate in Florida zu verbringen.

## Verarbeitung in anderen Medien

### Film
Das Buch war Basis für zwei Filme und einen weiteren, der in Planung ist:
- John Boorman's Point Blank (1967) Lee Marvin als Parker
- Brian Helgeland's Payback (1999), Mel Gibson als Parker
- Shane Black's Play Dirty (TBA), Mark Wahlberg als Parker[2]

### Comic
Das Buch wurde von Darwyn Cooke als Graphic Novel adaptiert in 2009: Parker Martini Edition.